# Universidad de Adís Abeba
La Universidad de Adís Abeba (formalmente Universidad Haile Selassie I) es una universidad de Etiopía. Al fundarse se llamó Escuela Universitaria de Adís Abeba. Posteriormente fue renombrada en honor al emperador etíope Haile Selassie I en 1962. Su nombre actual se estableció en 1975.
Está compuesta de seis campus en Adís Abeba  y un séptimo en Bishoftu, a unos 45 kilómetros, pero también se diversifica por muchas ciudades por toda Etiopía, ganándose el título de la mayor universidad de África. El gobierno asigna a los estudiantes más cualificados a esta universidad tras completar la secundaria. Los estudiantes también disponen de otras universidades en el país, tales como la Universidad Unidad, de carácter privado. El escritor y teórico Richard Cummings fue miembro de la Facultad de Derecho.
Entre las instituciones asociadas a la universidad se incluye el Instituto de Estudios Etíopes fundada por Richard Pankhurst.

## Historia
La Universidad de Adís Abeba fue fundada en 1950, a petición de Haile Selassie, por el jesuita canadiense Lucien Matte como universidad de estudios medios, y empezó a funcionar al año siguiente. Su desarrollo durante los siguientes dos años fue en colaboración con la Universidad de Londres.
Como parte de sus radicales cambios, el Derg ordenó cerrar la universidad de Adís Abeba temporalmente, el 4 de marzo de 1975, y envió a sus 50 000 estudiantes a la ciudad vecina para ayudar a mantener al nuevo régimen. Irónicamente, fue un grupo de estudiantes universitarios formados en la provincia de Tigray quienes fundaron el frente de liberación del Tigray para resistir al gobierno del Derg, quienes posteriormente se unieron a otros grupos para formar el Frente Democrático Revolucionario del Pueblo Etíope.
La universidad ofreció sus primeros programas de máster en 1979 y sus primeros doctorados en 1987.
Tres altos administrativos de la universidad rechazaron su puesto en diciembre de 2002 como protesta contra el incremento de las injerencias del Gobierno en los asuntos internos de la universidad. Los oficiales del Gobiernos buscaban cambiar el sistema de evaluación de los estudiantes conforme al sistema gemgema favorecido por el partido reinante.[cita requerida]